# Chrysotriclis
Chrysotriclis is een vliegengeslacht uit de familie van de roofvliegen (Asilidae).

## Soorten
- C. willinkorum Artigas & Papavero, 1997